# 345720 Monte Vigese
345720 Monte Vigese è un asteroide della fascia principale. Scoperto nel 2006, presenta un'orbita caratterizzata da un semiasse maggiore pari a 2,2207856 au e da un'eccentricità di 0,1040285, inclinata di 7,04239° rispetto all'eclittica.
È dedicato al monte Vigese, una altura dell'Appennino bolognese.